# Глазков, Никита Юрьевич
Никита Юрьевич Глазков (род. 16 апреля 1992, Москва) — российский фехтовальщик, многократный призёр Чемпионата России, чемпион Европы, серебряный призёр Олимпиады в Токио.

## Биография
Никита Юрьевич Глазков родился 16 апреля 1992 года в Москве. Известно, что фехтованием он увлёкся в 9 лет. Первый тренер — Токаренко Николай Иванович.
Никита добился больших успехов в юношеских соревнованиях. Он стал трехкратным чемпионом мира среди юношей, Чемпионом Европы среди молодёжи до 23 лет в Казани, Чемпионом Универсиады 2011 года в китайском городе Шеньжень.
23 ноября 2012 года на Кубке России в Смоленске он занял 9-е место.
В 2014 году попал во взрослую сборную Россию по фехтованию на шпагах.
В 2015 году — Никита завоевал золото Кубка России и серебро на Первенстве России среди молодёжи в Саратове.
В 2016 году стал победителем Coupe du Monde в швейцарском Берне и Европы.
В 2018 году завоевал две серебряные медали Кубка России и чемпионата страны. Бронзовую медаль чемпионата мира и золотую медаль чемпионата Европы.
В 2019 году победил на Всероссийских спортивных соревнованиях, занял 2 место на Challenge SNCF Réseau в Париже, завоевал серебро Кубка России. В составе сборной России стал чемпионом Европы в Дюссельдорфе.
На Всероссийских спортивных соревнованиях в 2020 году занял 2 и 3 места.
Олимпиада в Токио.
Рост Глазкова — 184 см, вес — 75 кг. Вооружённая рука — левая.
Тренируется под руководством бессменного тренера Николая Токаренко и Ильдара Камалетдинова. На соревнованиях шпажист представляет специализированную детско-юношескую спортивную школу олимпийского резерва Московского городского физкультурного объединения Москомспорта.

## Олимпиада в Токио
В финале командного турнира по фехтованию на шпагах наши спортсмены проиграли представителям Японии со счётом 36:45, завоевав серебро. Сборная России впервые за 25 лет завоевала медаль в этом виде фехтования.

## Звания
Мастер спорта международного класса.
Заслуженный мастер спорта России.

## Награды
- Медаль ордена «За заслуги перед Отечеством» I степени (11 августа 2021 года) — за большой вклад в развитие отечественного спорта, высокие спортивные достижения, волю к победе, стойкость и целеустремленность, проявленные на Играх XXXII Олимпиады 2020 года в городе Токио (Япония)
- Благодарность Президента Российской Федерации (9 января 2012 года) — за заслуги в развитии физической культуры и спорта, высокие спортивные достижения на XXVI Всемирной летней Универсиаде 2011 года в городе Шеньжене (Китай)[7]